# 増殖気味 X≒MULTIPLIES
『増殖気味 X≒MULTIPLIES』（ぞうしょくぎみ エックスニアイコールマルティプライズ）は、HMOとかの中の人。（PAw Laboratory.）による、イエロー・マジック・オーケストラ（YMO）のアルバム『増殖』を元にしたカバーアルバムである。

## 概要
音声合成ソフト初音ミクをボーカルに用いたYMO楽曲のカバー「HMO」の第一人者である「HMOとかの中の人。」による、YMOカバーアルバムの第2弾。前作『Hatsune Miku Orchestra』でYMOの数少ない歌ものカバーしてしまったこと、『BGM』、『テクノデリック』などはハードルが高く、『浮気なぼくら』、『サーヴィス』では歌謡曲寄りすぎると考えたという。そこで、YMOの中でも歌ものでありつつ、コンセプトが強い作品として『増殖』を元にした本作が制作された。ただし、本作は『増殖』のコンセプトを再現したものではあるが、丸々トレースすることを意図したものではなく、収録曲も一部異なる。また、『増殖』は、YMOの楽曲とコントユニットスネークマンショーのコントを織り交ぜたアルバムで、本作にもそれに倣いコントが収録されているが、本作収録のコントは、スネークマンショーのものではなく書き下ろしの新作である。

## トラックリスト
| 全編曲: HMOとかの中の人。。 |                                                     |                                        |                                        |                                            |       |
| #                           | タイトル                                            | 作詞                                   | 作曲                                   | 備考                                       | 時間  |
| 1.                          | 「JINGLE "YMO"」                                    |                                        | イエロー・マジック・オーケストラ       |                                            | 0:20  |
| 2.                          | 「NICE AGE」                                        | クリス・モスデル                       | 高橋ユキヒロ、坂本龍一                 |                                            | 3:31  |
| 3.                          | 「HMO ON THE AIR」                                  |                                        |                                        | コント                                     | 1:52  |
| 4.                          | 「TIGHTEN UP」(Japanese Gentleman Stand Up Please!) |                                        | アーチー・ベル、ビリー・ブッチャー     |                                            | 3:23  |
| 5.                          | 「HMO ON THE AIR」                                  |                                        |                                        | コント                                     | 2:24  |
| 6.                          | 「HERE WE GO AGAIN 〜TIGHTEN UP」                   |                                        |                                        |                                            | 0:57  |
| 7.                          | 「HMO ON THE AIR」                                  |                                        |                                        | コント                                     | 1:28  |
| 8.                          | 「CITIZENS OF SCIENCE」                             | クリス・モスデル                       | 坂本龍一                               |                                            | 4:58  |
| 9.                          | 「HMO ON THE AIR」                                  |                                        |                                        | コント                                     | 5:37  |
| 10.                         | 「DAY TRIPPER」                                     | ジョン・レノン、ポール・マッカートニー | ジョン・レノン、ポール・マッカートニー | 本曲のみ『増殖』ではなくビートルズのカバー | 2:32  |
| 11.                         | 「HMO ON THE AIR」                                  |                                        |                                        | コント                                     | 3:18  |
| 12.                         | 「THE END OF ASIA」                                 |                                        | 坂本龍一                               |                                            | 7:05  |
| 13.                         | 「TAISO」(Bonus track for Japan only)               | 細野晴臣、坂本龍一、高橋幸宏           | 細野晴臣、坂本龍一、高橋幸宏           |                                            | 4:26  |
| 合計時間:                   | 合計時間:                                           | 合計時間:                              | 合計時間:                              | 合計時間:                                  | 41:48 |

| #         | タイトル              | 作詞                         | 作曲                         | 時間 |
| --------- | --------------------- | ---------------------------- | ---------------------------- | ---- |
| 1.        | 「KIMI NI MINE KYUN」 | 松本隆                       | 細野晴臣、坂本龍一、高橋幸宏 | 3:13 |
| 2.        | 「TAISO」             | 細野晴臣、坂本龍一、高橋幸宏 | 細野晴臣、坂本龍一、高橋幸宏 | 4:38 |
| 3.        | 「BONUS TRACK」       |                              |                              | 1:28 |
| 合計時間: | 合計時間:             | 合計時間:                    | 合計時間:                    | 9:19 |

## 楽曲
本作は、『増殖』の単純なトレースではなく、『増殖』のロック寄りな要素を前面に出しギターサウンド的なものにすることが意識されているという。これには、YMOのいい意味で「期待を裏切る」というかっこよさへのリスペクトとして、前作の延長から期待されるであろうサウンドを裏切る意図があるという。収録曲は『増殖』と全く同じではなく、「MULTIPLIES」が収録されておらず、代わってビートルズの「DAY TRIPPER」のカバーが収録されている。「DAY TRIPPER」はYMOも『ソリッド・ステイト・サヴァイヴァー』でカバーしている曲であり、HMOとかの中の人。は、アルバムのトラック構成上BPMの早めの曲を入れたかったこと、自身ビートルズでもYMOでも好きな曲であることからこの曲を選んだという。
ボーカルにはVOCALOIDでは初音ミクの他、鏡音リン・レン、巡音ルカ、結月ゆかりが用いられており、また、一部に人間のボーカルも併用されている。初音ミクについては、市販されているVOCALOID2版だけでなく、開発中の次バージョンVOCALOID3版のライブラリも使用された。「JINGLE "YMO"」の英語での前口上は、巡音ルカの元の音声を提供した浅川悠が担当している。
ミキシングは寺田康彦、マスタリングは小池光夫が手がけた。寺田と小池はYMOの作品にも実際に携わっている。また、ゲストミュージシャンとして『増殖』のギターを担当した大村憲司の息子である大村真司がギターを担当している。

## コント
本作には『増殖』のコンセプトを踏襲し、楽曲とともに、VOCALOIDの現状やYMOにも造詣深い小説家の野尻抱介の脚本による初音ミクの登場する新作コント「HMO ON THE AIR」が収録されている。新作ではあるが、オリジナルのスネークマンショーのネタを踏襲したものもある。コントは一部を除き未来の設定で、VOCALOIDを巡る状況への皮肉もこめ、現在も含め未来のメディアでのVOCALOIDの増殖気味の状況を示唆しているという。キャストは、初音ミクの元の音声を提供した藤田咲、巡音ルカの元の音声を提供した浅川悠、両名と同じ事務所所属の竹内栄治が担当した。生身の人間を起用したのは、VOCALOIDを知らない人にも聴いてほしいが、歌声を作成するためのソフトであり喋り声を作成することには適していないVOCALOIDの喋りをそうした人たちに長時間きかせるのはきついだろうと考えられたためである。

## アートワーク
ジャケットは『増殖』のパロディとなっており、『増殖』のジャケットの写真は「増殖人形」とよばる人形を多数並べたものであるが、本作では多数の初音ミクのイラストが描かれている。初回特典として、初期のYMOメンバーのファンションであった赤い人民服を踏まえたコスチュームの初音ミクのフィギュア（ねんどろいどぷち）が同梱されている。